# Айвалик (ільче)
Айвалик (тур. Ayvalık) — ільче (округ) у складі ілу Баликесір на заході Туреччини. Адміністративний центр — місто Айвалик.
Ільче утворений 1928 року шляхом відокремлення від ільче Бурханіє.

## Склад
До складу ільче (округу) входить 2 буджаки (райони) та 19 населених пунктів (3 міста та 16 сіл):
| Поселення | Площа, км² | Населення, осіб (2010) | Центр    | Населені пункти |
| --------- | ---------- | ---------------------- | -------- | --------------- |
| Айвалик   | -          | 48460                  | Айвалик  | 10              |
| Алтинова  | -          | 15167                  | Алтинова | 9               |

### Найбільші населені пункти
| №  | Населений пункт | Населення, осіб (2010) |
| -- | --------------- | ---------------------- |
| 1  | Айвалик         | 36 718                 |
| 2  | Алтинова        | 11 237                 |
| 3  | Кючюккьой       | 8 740                  |
| 4  | Акчапинар       | 1 052                  |
| 5  | Багйюзю         | 828                    |
| 6  | Чамоба          | 798                    |
| 7  | Чакмак          | 792                    |
| 8  | Ючкабаагач      | 554                    |
| 9  | Кирджалар       | 403                    |
| 10 | Єнікьой         | 399                    |